# Cathédrale de Lamezia Terme
La cathédrale de Nicastro est une église catholique de Lamezia Terme, en Italie. Il s'agit de la cathédrale du diocèse de Lamezia Terme.